# 村上真吾
村上 真吾（むらかみ しんご、1971年3月2日 - ）は、NHKのチーフアナウンサー。

## 人物
大阪府吹田市で生まれ、千葉県市川市、松戸市で育つ。日本大学習志野高等学校を経て専修大学商学部を卒業後、1995年入局。
主に地域報道で活躍しており、2011年にアナウンサーから一時離れていたが、2015年より復帰した。
ラジオで広島県内或いは中国地方のニュースと気象情報を伝える際、駆け足で伝えた場合を除き東京都東京地方と大阪府の天気と気温も伝える事が多い。
「ラジオおはよう中国」では主に金曜日を担当しており、ユーモアある語り口と愛嬌のあるキャラクターでリスナーから人気を博していた。最後の担当となった2022年6月24日放送にて、7月1日付での鳥取放送局への異動を発表したところ、27日の放送にて、この日担当の出山知樹より、さらに7月1日放送にて、担当の志賀隼哉よりリスナーからの感謝、激励のお便り、メールが多数届いたことと併せて数件のメール、お便りが読み上げられた。

## 現在の出演番組
- 鳥取県内のニュース・中継・リポート
- とっとりNEWS845（不定期）
- さんいんNEWS645（不定期）

## 過去の出演番組
秋田放送局時代
- 秋田県内のニュース・中継・リポート
- あきたTODAY（キャスター）
- あきた610（キャスター）

宇都宮放送局時代
- 栃木県内のニュース・中継・リポート

広島放送局時代（1度目）
- 広島県内・中国地方のニュース
- 情報いちばん!（2006年度）
- クイズとことん旧街道!（同上）

鳥取放送局時代（1度目）
- 鳥取県内のニュース・中継・リポート
- とっとりくらしの情報便（編責）
- ラジオ文芸館 鮨（朗読・2011年10月22日）

函館放送局時代
- 北海道まるごとラジオ〜どどんと道南〜（パーソナリティー）
- ほっとニュース北海道（道南のニュース・気象情報）
- つながる@道南（編責）

岡山放送局時代
- 岡山県内のニュース・中継・リポート
- ラジオ文芸館 甚三郎始末記（朗読・2017年5月13日）
- Nスペ5min.ナレーション
- もぎたて!（不定期・塩田慎二のキャスター代行）

広島放送局時代（2度目）
- 広島・中国地方のニュース
- ひろしま コイらじ（日替り担当だが、木曜日の担当が多い）
- ひろしまニュース845（不定期）
- ニュースちゅうごく645（不定期）
- おはよう中国（ラジオ・不定期）

鳥取放送局時代（2度目）
- マイあさ!（田中孝宜の代行キャスター）（2023年5月22日 - 5月26日）
- 台風7号関連特設ニュース（2023年8月15日・全国放送） - 鳥取放送局より鳥取県の災害状況を伝えた[注釈 1]
- ニュースウオッチ9（2023年8月15日・全国放送） - 鳥取放送局より鳥取県の災害状況を伝えた
- お好み845、広島県・中国地方のニュース（2024年12月5日 - 6日、2025年2月6日 - 7日） - 広島放送局への応援